# Chris Jones (homme politique)
Pour les articles homonymes, voir Chris Jones et Jones.
Christopher Michael Jones est un homme politique américain qui était le candidat du Parti démocrate au poste de gouverneur de l'Arkansas lors des élections de 2022. Il est né le 13 octobre 1976 à Pine Bluff, Arkansas et a fréquenté le Collège Morehouse et a fait ses études supérieures au Massachusetts Institute of Technology . Il travaillait auparavant au Arkansas Regional Innovation Hub, d'où il a démissionné en avril 2021. Le 15 juin 2021, Jones a annoncé qu'il participait à la primaire démocrate pour le poste de gouverneur de l'Arkansas. Il a remporté les primaires mais a perdu les élections générales face à Sarah Huckabee Sanders .

## Enfance
Chris Jones est né à Pine Bluff, Arkansas, le 13 octobre 1976, où il « conduisait des motos tout-terrain et combattait des sauterelles »[non pertinent]. Il est un Arkansan de la septième génération et sa famille est arrivée en Arkansas avant que ce territoire ne soit désigné comme territoire en 1819. Ses deux parents sont prédicateurs. Son père est également représentant commercial en assurance et sa mère, une enseignante à la retraite.
Jones a été inspiré par le lancement de la navette spatiale Challenger pour devenir astronaute. Cependant, il n’était pas éligible car il n’entend pas de l’oreille gauche[réf. souhaitée]. Jones a rencontré Bill Clinton lorsque ce dernier était gouverneur de l'Arkansas, ce qui a suscité son intérêt pour la politique.
Jones a fréquenté le lycée Watson Chapel à Pine Bluff, Arkansas, et a obtenu son diplôme en 1995, finissant premier de sa classe,. Jones a également couru sur piste ( 400 m ), joué au football américain ( quarterback ), chanté dans une chorale et participé au théâtre.

## Éducation
Jones a fréquenté le Collège Morehouse grâce à une bourse de la NASA, ce qui, selon lui, était la seule façon pour lui de pouvoir y aller puisque ses parents n'en avaient pas les moyens,. Il est titulaire d'un baccalauréat en sciences mathématiques et d'un baccalauréat en sciences physiques. Il a effectué un stage à la NASA chaque été. Jones était le président du corps étudiant du Morehouse College.
Jones a fréquenté le Massachusetts Institute of Technology (MIT) en tant qu'étudiant diplômé en génie nucléaire. Il a obtenu en 2003 une maîtrise en génie nucléaire et une maîtrise en technologie et politique. Sa thèse s'intitulait « Questions de non-prolifération dans l'avenir de l'énergie nucléaire ». Plus tard, Jones s'est inscrit à un programme de doctorat au Département d'études urbaines et de planification et a obtenu en 2016 un doctorat en planification urbaine. En tant qu'étudiant, Jones était le coprésident de la Black Graduate Student Association. Sa thèse portait sur les impacts sociaux, politiques et économiques du développement en utilisant la Tennessee Valley Authority comme cas test ; elle s'intitulait « Le pouvoir pour le bien public : énergie, race et classe aux États-Unis ».
Les choix de Jones pour le Morehouse College et le MIT ont été inspirés respectivement par Martin Luther King Jr. et Ronald McNair .

## Carrière
Jones a enseigné l'algèbre pendant un an dans une école publique de Boston. Ses recherches comprenaient une étude de 18 mois sur l’avenir de l’énergie nucléaire, la fusion plasmatique, la non-prolifération nucléaire et les systèmes d’infrastructures énergétiques à grande échelle,.
Le 20 septembre 2004, Jones est devenu doyen adjoint pour les étudiants diplômés au MIT. Au cours de son mandat, les demandes d’admission aux cycles supérieurs provenant de minorités sous-représentées ont triplé (de 300 à 1 300) et les inscriptions ont doublé (14 %),. Il a quitté son poste en avril 2013.
En mai 2013, Jones a été embauché comme directeur exécutif de Dudley Street Neighborhood Initiative, une organisation à but non lucratif axée sur l'amélioration de l'un des quartiers les plus pauvres de Boston. Il supervisait les opérations quotidiennes et les performances de l'organisation. Pendant son service, Jones a supervisé une croissance rapide[Comment ?] grâce à une subvention fédérale de 6 millions de dollars, Promise Neighborhoods. Il a supervisé un budget de 3,4 millions de dollars en tant que directeur exécutif. Avant d'occuper le poste de directeur exécutif, Jones était vice-président du conseil d'administration et bénévole au sein de l'organisation,. Jones a également été nommé par le maire de Boston, Martin J. Walsh, au « Neighborhood Innovation District Committee », qui avait pour objectif d'améliorer le développement économique de la ville.
En 2015, Chris Jones a quitté l'initiative Dudley Street Neighborhood pour BCT Partners, un cabinet de conseil. Chez BCT Partners, il a dirigé de nombreux grands projets fédéraux.
Le 12 mars 2018, Jones a été embauché comme directeur exécutif et responsable principal de l'Arkansas Regional Innovation Hub. L'Innovation Hub est une organisation à but non lucratif située à North Little Rock, Arkansas, affiliée à Winrock International. En 2020, Jones a annoncé un partenariat avec Scenic Hill Solar pour créer une centrale solaire, un projet solaire communautaire qui alimentait les besoins énergétiques du pôle d'innovation,. Au début de la pandémie de COVID-19, l'Innovation Hub a lancé l'Arkansas Maker Task Force, qui comprenait plus de 260 fabricants de l'Arkansas qui ont contribué à fabriquer des équipements de protection individuelle au début de la pandémie. En 2021, Jones s'est associé à deux sociétés Fortune 500 pour étendre la portée de l'organisation dans le centre de l'Arkansas . Les partenariats comprenaient le MIT Media Lab, Best Buy, Gilead Sciences, Inc et le North Little Rock School District. Jones a rencontré régulièrement Venture Center et Startup Junkie pour collaborer sur la meilleure façon d'aider les startups. Jones a démissionné de son poste de directeur du pôle d'innovation le 29 avril 2021,.
Jones a été nommé par le gouverneur Asa Hutchinson au conseil d'administration de la Division des sciences et de la technologie de la Commission de développement économique de l'Arkansas. Il a servi de mars 2020 à janvier 2022.
Jones est également un ministre ordonné[non pertinent].

### Reconnaissance
Pour ses efforts en tant que doyen adjoint au MIT, Jones a reçu le prix Irwin Sizer pour les améliorations significatives apportées à l'éducation au MIT pour son travail à la tête de l'équipe de conception du programme de recherche d'été du MIT. Il a partagé cette reconnaissance avec le professeur Paula T. Hammond.
Jones était membre de la classe XIV de Leadership Arkansas, un groupe sélectionné par la Chambre de commerce de l'État de l'Arkansas pour en savoir plus sur les problèmes auxquels sont confrontés les habitants de l'Arkansas.
En 2020, Jones a été choisi comme l'un des trois Arkansans pour le programme Presidential Leadership Scholars, qui comprenait des visites aux bibliothèques présidentielles de Lyndon B. Johnson, Bill Clinton, George HW Bush et George W. Bush .

## Élection du gouverneur de l'Arkansas 2022
Le 15 juin 2021, Jones a annoncé son intention de se présenter au poste de gouverneur de l'Arkansas. Il a également publié ce qui est devenu une vidéo biographique virale, « About Time », décrivant le parcours scolaire de Jones et son intention d'apporter de l'innovation à l'Arkansas. La vidéo a ensuite remporté deux prix Pollie de l'Association américaine des consultants politiques.
Jones a déclaré qu'il se présentait parce qu'il voulait « se concentrer sur les solutions, pas sur la politique ». Il a cité la reconstruction des infrastructures, l'investissement dans les soins de santé et l'éducation et l'expansion du haut débit rural comme ses objectifs. Jones n'avait jamais été candidat à un poste électif auparavant.

### Élection primaire

Résultats par département :

Jones a parlé de son intention d'unir les Arkansans, mentionnant le faible niveau de participation électorale. À la mi-octobre, Jones avait récolté plus d'un million de dollars. Jones a conservé son statut de favori tout au long de la course primaire, tant dans les sondages d'opinion que dans la collecte de fonds.
En février, Jones a visité les 75 comtés de l'Arkansas lors de la tournée « The Promise of Arkansas »,. Au cours de la tournée, Jones a discuté de son programme politique « PB&J » : l'école maternelle, le haut débit et l'emploi, citant le classement de l'Arkansas au bas de l'échelle en matière d'éducation,. La tournée a également servi de tournée d'écoute où Jones a déclaré qu'il pouvait apprendre quelles questions comptaient le plus pour les Arkansans. Jones a soutenu que l'État pourrait tenir sa promesse grâce à « la foi, l'espoir et le travail acharné ».
Outre Jones, il y avait quatre autres candidats à la primaire démocrate : Anthony Bland, Jay Martin, James Russell et Supha Xayprasith-Mays. Les élections primaires ont eu lieu le 24 mai 2022. Jones a facilement remporté la course avec 70,4 % des voix.
Jones est devenu le premier candidat noir à se présenter au poste de gouverneur du Parti démocrate, et le premier candidat noir à remporter la primaire démocrate pour un poste à l'échelle de l'État.

### Élections générales
Après avoir remporté la primaire, Jones a annoncé la tournée « Walk a Mile In Your Shoes ». Cette tournée est la deuxième fois que la campagne se rend dans chaque comté de l'État. La tournée avait pour but de donner à Jones l’occasion de se mettre à la place des autres. Jones a déclaré que sa campagne était axée sur « des voisins qui parlent à leurs voisins ». D’autres ont noté que cette stratégie était très différente de celle du candidat républicain.
Lors des élections générales, Jones était opposé à la républicaine Sarah Huckabee Sanders, ancienne attachée de presse de Donald Trump, et au libertaire Ricky Dale Harrington Jr. Jones a perdu l'élection du 8 novembre avec une large marge, Sanders remportant 65 % des voix à l'échelle de l'État,.

## Vie personnelle
Les parents de Chris Jones sont tous deux prédicateurs ; son père était assureur et sa mère est une enseignante à la retraite.
Jones a épousé Jerrilyn Jones en 2001. Jerrilyn Jones est un vétéran de combat de l'armée de l'air qui a travaillé comme chirurgien de vol dans le 75e escadron de chasse pendant l'opération Enduring Freedom en Afghanistan . Jerrilyn est actuellement médecin urgentiste et professeur associé de médecine d'urgence à l' université des sciences médicales de l'Arkansas (UAMS),,. À l'UAMS, Jerrilyn est devenue la première directrice du programme post-baccalauréat, qui vise à servir de passerelle pour les étudiants qui pourraient avoir du mal à être admis en médecine d'urgence. Jerrilyn Jones est également directrice médicale de la préparation[Quoi ?] au ministère de la Santé de l'Arkansas . En 2021, Jones a reçu le prix Woman in Public Service Award de la Première Dame de l'Arkansas.
Le frère aîné de Jones, Leon Jones, est un membre de longue date du Parti républicain. Leon Jones s'est présenté au poste de procureur général de l'Arkansas lors des élections primaires républicaines de 2022, mais il n'a pas gagné. Chris Jones a déclaré que le fait d'avoir un frère dans un parti différent lui a permis de s'entraîner à parler avec les électeurs des deux partis.